# Nikolaj Pirogov
Nikolaj Ivanovitj Pirogov (ryska: Николай Иванович Пирогов), född 25 november (gamla stilen: 13 november) 1810 i Moskva, Kejsardömet Ryssland, död 5 december (gamla stilen: 23 november) 1881 i Vinnytsia, var en rysk kirurg.
Pirogov blev 1836 professor i kirurgi i Dorpat och 1840 vid militärmedicinska akademien i Sankt Petersburg samt inlade stora förtjänster som operatör och organisatör, men lämnade redan 1857 sin lärostol. 
Bland Pirogovs många medicinska skrifter bör särskilt omnämnas Anatomia chirurgica truncorum arteriarum atque fasciarum fibrosarum (1837-40), Anatomie pathologique du choléra morbus (1849), Anatomia topographica (1849), Klinische Chirurgie (1854) och Allgemeine Kriegschirurgie (1864). Den efter honom benämnda metoden att exartikulera fotleden beskrev han 1854 i Osteoplastische Verlängerung der Unterschenkelknochen bei der Exartikulalion des Fusses. 
Även som pedagog intar Pirogov ett framstående rum i Rysslands kulturhistoria. I tidskriften "Morskoj sbornik" publicerade han sina pedagogiska studier Voprosy zizni ("Livsfrågor") på grundvalen av sin humanitära livsuppfattning (särskilt vände han sig mot kroppsliga bestraffningar). Dessa uppsatser utgavs i bokform 1887 i två delar (ny upplaga 1900). Han var även en tid inspektör för undervisningsväsendet i guvernementen Odessa och Kiev, men lämnade denna plats, då undervisningsministern Dmitrij Tolstoj avbröt Alexander II:s reformperiod.

## Utmärkelser
Ett ryskt medicinskt museum och en läkarförening uppkallades efter Pirogov.
Asteroiden 2506 Pirogov är uppkallad efter honom.